# 110 هـ
110 هـ هي سنة في التقويم الهجري امتدت مقابلةً في التقويم الميلادي بين سنتي 728 و729.

## مواليد
- إسماعيل بن جعفر
- زفر بن الهذيل
- ورش
- ابن علية
- بقية بن الوليد
- جرير الضبي
- صالح بن طريف
- معمر بن المثنى

## وفيات
- إبراهيم بن محمد بن طلحة
- عائشة بنت طلحة
- الفرزدق همام بن غالب التميمي شاعر من أشهر شعراء العرب في العصر الأموي.
- جرير
- محمد بن سيرين
- وفاة الحسن البصري بالبصرة في مستهل رجب.